# Cerco de Mézières
O Cerco de Mézières ocorreu entre agosto e setembro de 1521, durante a Guerra Italiana de 1521-1526, envolvendo o rei Francisco I de França e seu adversário Carlos I de Espanha, com quem disputava desde a candidatura de ambos para Imperador do Sacro Império Romano-Germânico, eleição vencida pelo segundo. O cerco foi vencido pelos sitiados, graças ao sucesso um ardil do comandante francês Pierre Terrail, dito Cavaleiro (ou senhor) de Bayard.

## Contexto
Havia os franceses fracassado em sua tentativa de levar a guerra para o território Espanhol, pela sublevação do Reino de Navarra, vizinho de seu território e sob efetivo domínio hispânico há pouco tempo (1506, cosolidado em 1512); os franceses foram derrotados na Batalha de Esquiroz, em 30 de junho de 1521, sendo esta determinante para o controle espanhol de Navarra pelos reis de Castela.
Por outro lado, os ingleses, por seu rei Henrique VIII e pelo cardeal Thomas Wolsey, tentavam imiscuir-se entre as duas partes: o país havia ameaçado aquele que primeiro rompesse a frágil paz que se seguira à eleição de Carlos I. Francisco I aceitara, em junho de 1521, a intermediação dos ingleses, sendo então realizada uma conferência em Calais, capitaneada pelo Cardeal Wolsey na qual o rei franco esperava obter uma trégua, a fim de poder se reaparelhar.
Francisco I, estava, assim, engolfado em problemas em várias frentes, e uma forte crise financeira deixava a França sem condições para a pronta organização de um exército capaz de resistir a um ataque.
Havia Robert de la Marck, duque de Bouillon, realizado incursões de pilhagem nos Países Baixos. O imperador ordenou uma punição, invadindo o norte de França no dia 20 de agosto, e atacado a região de Mouzon. O comando das tropas imperiais coube a Franz de Sickingen, segundo Conde de Nassau.

## O cerco
A população dos vilarejos franceses então refugiou-se na praça de Mézières, defendida por Bayard, sendo atacados pelos cerca de trinta e cinco mil soldados de Nassau, contando com um efetivo de apenas mil soldados. Uma linha imperial passava pelo sudeste de Manicourt.
O assédio a Mézières durou seis semanas, três das quais sob pesado bombardeio, tendo Bayard comandado a tenaz resistência da cidadela, algo que se dizia insustentável, até porque o rei franco não se achava em condições de socorrer aos seus.
Com a resistência oferecida em Mézières, as vilas próximas, como Champeau e Manicourt são destruídas (Manicourt, onde certamente as tropas imperiais acamparam, foi destruída pelo fogo).

### O ardil de Bayard - desfecho

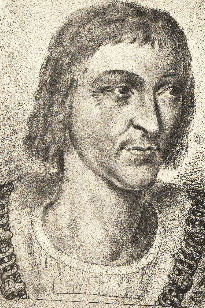
Pierre Terrail, senhor de Bayard - herói francês do cerco.

Bayard escreve ao rei falsas cartas, que faz chegarem até seus adversários que, então, decidem retornar à Picardia, atravessando o rio Mosa e, em seu caminho, semeando a pilhagem e destruição ao longo do Sormonne, nas Ardenas. Nassau foi para Hainault.
Nas suas cartas Bayard falsamente informava ao rei que a cidade encontrava-se plenamente aprovisionada, além de adequadamente defendida, podendo resistir ainda por longo tempo de cerco - e declinava do envio de qualquer socorro. Por acreditar nelas, os invasores desanimaram, e findaram por desistir de sua conquista.
Isso permitiu ao rei Francisco I tempo para reunir um exército, próximo a Reims, e assim evitar novas incursões em seu território. A esta vitória francesa logo se seguiram outras, com a retomada de Parma, por Lautrec, e a conquista da estratégica cidade espanhola de Fuenterrabía por Bonnivet. O Cardeal Wolsey então propõe ele mesmo uma trégua, mas o rei franco agora é quem a desdenha.